# M11 (天体)
座標:  18h 51m 05.0s, −06° 16′ 12″
M11 (NGC 6705) は、たて座にある散開星団。

## 概要
M11 は散開星団の中ではかなり星が多く、コンパクトに密集した天体である。鴨が群れている様子に似ているとして、英語では Wild Duck Cluster と呼ばれる。日本語でもこれを訳して野鴨星団と呼ばれる。野鴨が群れを成して飛んでいる様子に見立てたのはウィリアム・ヘンリー・スミスである。
M11の北西1度にはおうし座RV型の脈動変光星として有名なたて座R星が輝いている。
双眼鏡ではぼんやりとした光の斑点が見える。口径5cm程度の望遠鏡から星が分離できる。星の光が扇形に見える。扇形のかなめの近くには8等星のサフラン色の星があり、そこから星がわき出しているように見える。このサフラン色の星は星団の仲間ではない。M11の周囲には幾つかの暗黒星雲がある。M11のすぐ南には、暗黒の切れ込みであるB318があり、さらにその南には暗い池のように見えるB112がある。

## 観測史
1681年にドイツのゴットフリート・キルヒによって発見された。キルヒは「不明瞭な光斑」と表現している。1733年頃、ウィリアム・デラムによって初めて星団であることが示された。シャルル・メシエは「非常に多くの星が集まっている。良い器械ならこれが見えるが、私の（口径）3フィート望遠鏡では彗星のようで、星団の中には微かな光が混じり合っているようである」と記している。